# Oriechowo-Zujewo
Oriechowo-Zujewo (ros. Орехово-Зуево) – miasto w Rosji, w obwodzie moskiewskim położone 89 km na wschód od Moskwy.
Położone nad rzeką Klaźmą, lewym dopływem Oki na skraju dużego obszaru lasów. Miasto powstało w 1917 z połączenia 2 miejscowości Oriechowo i Zujewo.
W mieście rozwinął się przemysł włókienniczy, maszynowy metalowy oraz chemiczny. Znajduje tu się stacja kolejowa Oriechowo-Zujewo – węzeł nowego szlaku Kolei Transsyberyjskiej z Wielkim Pierścieniem Kolei Moskiewskiej.